# Hourman (Rick Tyler)
Richard Tyler  (Rick Tyler) (Español: Hombre Hora) es un personaje ficticio, un superhéroe creado por Roy Thomas, Dann Thomas y Todd McFarlane. Apareció por primera vez en Infinity Inc. #20 como Rick Tyler, hijo de Rex Tyler (el Hourman original), quien se unió rápidamente a Infinity Inc como el segundo Hourman en el N.º 21 de ese libro.
Rick Tyler debutó en vivo en Stargirl del Universo Extendido de DC interpretado por Cameron Gellman.

## Biografía del personaje

### Infancia
Rick Tyler nació hijo de Rex Tyler, quien fue un héroe exitoso y un hombre de negocios. Sin embargo, Rex no era un buen padre, algo que luego admitió y lamentó. Cuando Rex no pasando tiempo con los negocios, estaba haciendo su trabajo de superhéroe, tan adicto a él como a la sustancia que lo impulsaba, Miraclo. Esto significaba que Rick rara vez veía a su padre, incluso en sus cumpleaños, y finalmente Rex ni siquiera estaba seguro de la edad de su hijo.
No fue una sorpresa que, aunque Rick se convertiría en un adolescente equilibrado, buscara consecuentemente la guía y aprobación de su padre. Sin embargo, Rex no podía ver el modelo que Rick realmente necesitaba, e intentó llevar la educación de Rick hasta sus límites, un esfuerzo que Rick no deseaba seguir, y constantemente se sentía inferior a su padre.

### Infinity Inc.
Rick se convirtió en el segundo Hourman durante el evento Crisis on Infinite Earths cuento esta amenazó con toda la realidad, y usó una de las pastillas Miraclo de su padre para salvar la vida de Beth Chapel, a quien le tenía mucho cariño. Su padre desaprobaba fuertemente las acciones de Rick, ya que conocía los efectos adictivos de Miraclo y trataba de evitar que Rick tomara el manto de Hourman. Sin embargo, Rick terminó tratando de unirse a un equipo de otros héroes de segunda generación conocidos como Infinity Inc. Rex pudo convencer temporalmente a su hijo para que no lo hiciera, aunque Rick continuó tratando de persuadirlo. Sin embargo, las cosas empeoraron cuando Rex, junto con sus compañeros de equipo en la Sociedad de la Justicia de América, se sacrificaron para luchar contra el eterno Ragnarok en el Limbo. Cuando Northwind y Beth Chapel vinieron a contarle la noticia, Rick se escapó de dolor. Más tarde fue secuestrado por el nuevo grupo Justice Unlimited, ellos mismos exmiembros de la Sociedad de la Injusticia y utilizándolo como rehén contra Infinity Inc. Rick pudo escapar, pero en el proceso, aparentemente mató al Mago.
Rick tuvo dificultades para perdonarse a sí mismo, aunque más tarde se revelaría que el Mago de hecho estaba vivo. Rick abandonó la identidad de Hourman casi tan pronto como la asumió, mientras se desenmascaraba enfurecido ante un fotógrafo de prensa. Afortunadamente, Lyta Hall pudo evitar que le se llevaran la foto y se llevó a Rick, tratando de consolarlo.
Sin embargo, Rick usó su atuendo Hourman en otro momento para asistir a la audiencia judicial para el villano Mister Bones, aunque Rick temía que también era tan malo como Bones, temiendo que las píldoras Miraclo simplemente hubieran funcionado en un impulso ya violento cuando mató al Mago. Finalmente, Rick volvió a convertirse en Hourman, vistiendo un atuendo similar al de su padre en honor a él. Poco después, Infinity Inc. se disolvió.

### Héroe jubilado y reunión
Finalmente, Rex y el resto de la JSA regresaron de Limbo y él y Rick se reunieron. Mientras tanto, Rick había contraído leucemia debido a la exposición prolongada del Miraclo. Con la ayuda del viejo compañero de equipo de Rex, Johnny Chambers (también conocido como Johnny Quick), tanto Rex como Rick aprendieron a aprovechar sus poderes sobrehumanos sin el uso de Miraclo y en su lugar utilizaron su técnica de enfoque mental.
Padre e hijo solo pasarían un tiempo juntos, cuando el villano Extant mató a Rex y algunos de sus aliados de la Sociedad de la Justicia durante el evento conocido como Hora Cero. La tragedia siguió en huelga, cuando poco después su amor, Beth Chapel (como el Dr. Medianoche II) fue asesinado por Eclipso.
Rick permaneció retirado del negocio de los superhéroes durante mucho tiempo, y en ese momento conoció al nuevo androide Hourman. Este androide había sido diseñado por su padre que viajaba en el tiempo. Aunque a Rick no le gustaba mucho el nuevo Hourman, fue salvado por el androide cuando transportó a Rick al "Punto de tiempo" (un lugar donde el tiempo se detiene), de modo que se salvaría de una enfermedad alienígena no identificable.
Los dos se acercarían más cuando el androide curó a Rick de su cáncer y le otorgó dos regalos. Debido a un reloj de arena mejorado con taquiones, Rick ahora podía ver ocasionalmente una hora en el futuro, además de recibir una hora con su padre en el Punto de Tiempo. El androide Hourman había sacado a Rex de la corriente temporal antes de morir asesinado en Extant, colocándolo en el "Punto de tiempo", un área fuera del tiempo, durante una hora; cuando Rick estaba en el "Punto de tiempo", el tiempo se detenía, pero cuando entraba podía interactuar con su padre en busca de consejos o una simple conversación. Sin embargo, cuando llegara la hora en el "Punto de tiempo", Rex sería enviado de regreso en el tiempo, donde pelearía y moriría. El transporte hacia el "Punto de tiempo" se activaría con un botón en los guantes de Rick como Hourman.

### Sociedad de la Justicia
Ahora curado de todas sus enfermedades, Rick reasumió el manto de Hourman (adoptando un nuevo disfraz en el proceso), usando la forma no adictiva de Miraclo, y se unió a un JSA improvisado para derrotar a Ultra-Humanidad después de que robó a Thunderbolt de Johnny Thunder, Rick haciendo una breve visita al Punto de Tiempo para obtener el consejo de su padre sobre cómo vencer al poderoso genio. Rick se quedó con el JSA después de esta batalla y comenzó a crecer cerca de Jesse Chambers, quien era el gerente comercial de JSA y más tarde la superheroína Jesse Quick. Rick todavía está cerca de su madre y tiene una relación tensa con su prima Rebecca Tyler, que dirige la compañía de su padre, TylerCo.
Cuando la JSA viajó con Hombre Halcón al país de Kahndaq en el Medio Oriente para detener a Adán Negro, Rick fue gravemente herido por una de las espadas de Némesis (Soseh Mykros)(un miembro del grupo reunido por Adán). Al darse cuenta de que moriría por la pérdida masiva de sangre a menos que lo operaran rápidamente, Rick no vio otra opción que transportarse al Punto de Tiempo donde estaba su padre. Rick cambió rápidamente de lugar con su padre, y el Punto de Tiempo retuvo a Rick y sus heridas en estasis. Rex fue devuelto al mundo normal y no pudo regresar al Punto de Tiempo o no podría salvar a su hijo.
La respuesta una vez más vino en la forma del androide Hourman, que transportó a Rex y varios otros miembros de JSA al Punto de Tiempo, entre ellos el último Doctor Medianoche (Pieter Cross), quien pudo salvar la vida de Rick. El tiempo utilizado para salvar a Rick también significaba que el tiempo de Rex había terminado, y que tendría que volver a luchar contra Extant. Rick, sin embargo, trató de tomar su lugar, para que su padre pudiera vivir de nuevo. En cambio, el androide Hourman se sacrificó para que ambos Hourman pudieran vivir. Rex recuperó las partes dañadas de Hourman y estaba tratando de reconstruirlo, mientras que Rick continuaba operando con el JSA.
Mientras regresaba una vez más a Kahndaq para enfrentar a El Espectro, el amigo de Rick, Jakeem Thunder, trató de atrapar al Espectro dentro de su pluma mágica, pero en su lugar fue arrojado a la 5.ª Dimensión. Rick, Mr. Terrific y Stargirl se aventuraron en la Quinta Dimensión y rescataron a Jakeem de los esclavos de Qwsp.

### Un año después
Rick es parte de la recientemente reformada Sociedad de la Justicia de América y está casada con Jesse Chambers, ahora con el nombre de Liberty Belle. Fueron los responsables de llevar Damage a la Sociedad de la Justicia, y el trío derrotó al Capitán Nazi.

### Los nuevos 52
La versión Tierra-2 de Rick Tyler/Hourman fue presentada en el sexto número de Earth 2: Society. Él es representado como un villano y trabaja junto a Jimmy Olsen (Doctor Imposible), Johnny Sorrow y Anarquía.
Tres meses antes de la serie, Rick irrumpió en Empresas Wayne para recuperar los suministros de Miraclo de Thomas Wayne. Rick está motivado por la venganza y ve a Thomas Wayne como un ladrón que robó lo único que pudo haber salvado a su familia. Jimmy Olsen lo ayuda a escapar y los dos deciden trabajar juntos para lograr el objetivo de Jimmy.
Hoy en día, Hourman llega para luchar contra Batman, Flash y Superman. Usando el Miraclo, Rick pudo aguantar por sí mismo y luchar contra las Maravillas.

## Poderes y habilidades
Hourman recibió un reloj de arena especial que le hizo experimentar visiones aleatorias de una hora en el futuro. También usa el medicamento Miraclo, que le otorga una gran fuerza, velocidad, agilidad, reflejos y durabilidad durante una hora completa.
Sin Miraclo, Hourman no es más poderoso que un humano regular. Solo puede usar una dosis de Miraclo al día, ya que su abuso a largo plazo puede ser perjudicial para su salud. El Miraclo de Hourman es dispensado directamente en su torrente sanguíneo por los amuletos de reloj de arena incrustados en los guanteletes de su traje.
El reloj de arena en su pecho alguna vez fue capaz de llevarlo a una cámara de tiempo en el limbo llamada "Punto de Tiempo", pero esta habilidad se ha desvanecido.

## En otros medios

### Televisión

#### Animado
- La versión de Rick Tyler de Hourman en la serie animada Liga de la Justicia Ilimitada sin ningún diálogo y haciendo solo breves cameos a lo largo de la serie. Hace su primera aparición como uno de los muchos miembro de la Liga de la Justicia en el episodio primer de la 1° temporada "Iniciación", en el sexto episodio "Simetría Aterradora" puede verse en un comedor en la Atalaya mientras Supergirl y Flecha Verde hablan, en décimo episodio "Corazón Oscuro" es uno de los muchos héroes que combaten una nanotecnología alienígena. Vuelve aparecer en la segunda temporada en el tercer episodio "El Castigo de Doomsday" se le ve caminando con Wildcat y Obsidian para luego ser empujados por Batman que intentaba utilizar una nave para salir, el octavo episodio "Luna de Cazadores" es visto al final como uno de los personajes que espera junto a Linterna Verde la llegada de Chica Halcón, Vixen y Vigilante de su misión, "Pánico en el Cielo" se le puede ver inyectandose Miraclo a través de un botón en la muñeca de su guantelete, del mismo modo que lo hace Rick en los cómics, preparándose para luchar contra los Ultimen que se dirigían hacia la Atalaya para destruirla, en "Divididos Caeremos" se le puede ver ya victorioso de la lucha contra los Ultimen. Por último aparece al final del último capítulo de la tercera temporada "El Destructor" corriendo con muchos otros personajes.[9]

#### Serie
- Rick Tyler aparece en la serie de servicios de transmisión de DC Universe Stargirl interpretado por Cameron Gellman[10][11] y Boston Pierce como un niño de siete años. Esta versión utiliza un amuleto de reloj de arena especial que les otorga superpoderes durante una hora completa. En sus primeros años, Rick Tyler fue criado por su tío Matt después de que sus padres Rex y Wendi murieran en un accidente automovilístico en las afueras de Blue Valley y luego se convirtieran en delincuentes en Blue Valley High School. En el episodio "Hourman y Dr. Mid-Nite", Rick se entera de que Solomon Grundy mató a sus padres y que su padre era el héroe Hourman. Buscando venganza por sus padres, tomó el manto y el amuleto de su padre y se unió a la Sociedad de la Justicia de Stargirl. Además, Pat Dugan le da el diario de Rex para que Rick lo descifre para que puedan frustrar los planes de la Sociedad de la Injusticia. En el final de la primera temporada, "Stars and STRIPE", Rick se enfrenta y derrota a Grundy, pero elige perdonarle la vida al zombi y dejarlo ir. En la segunda temporada, Rick descubre a Grundy acechando en el bosque cercano e irrumpiendo en restaurantes en busca de comida. Simpatizando con él, Rick deja comida para el zombi. Sin embargo, Eclipso hace que Rick alucine con Grundy matando a una niña pequeña antes de manipular al primero para que ataque a Matt y rompa el amuleto, lo que lleva a Rick a ser arrestado. Mientras está en prisión, usa el diario de su padre para reconstruir el amuleto antes de que lo liberen de la prisión después de que Dugan tortura a Matt para que retire los cargos y ayuda a la JSA en su batalla final contra Eclipso. En la tercera temporada, Rick desarrolla una adicción al amuleto después de ser manipulado sin saberlo por Ultra-Humanidad en el cuerpo de Starman para quitar el limitador del amuleto, sin saber que el limitador previno tal adicción.
  - Antes del estreno de la serie, Rick hizo un cameo en el crossover de Arrowverso, "Crisis on Infinite Earths", a través de imágenes de archivo del episodio de Stargirl "The Justice Society".